# Hekatomen
Hekatomen ali Hekatomon Milaški  (grško starogrško Ἑκατόμνος: Hekatόmnos) je bil karijski satrap, ki je vladal na začetku 4. stoletja pr. n. št.. Za satrapa ga je imenoval perzijski ahemenidski vladar Artakserks II. Mnemon (vladal 404–358 pr. n. št.). Hekatomnova politična oblast je bila dvojna. Po eni strani je bil visok perzijski uradnik, po drugi pa močan lokalni dinast, ki je ustanovil dedno dinastijo Hekatomnidov, * ni znano, 377/376 pr. n. št.

## Življenjepis
Hekatomen je bil sin in naslednik milaškega dinastičnega vladarja Hisaldoma. Zgleda, da je podpiral perzijskega generala in državnika Tisaferna in bil morda zato imenovan za njemu podrejenega hiparha. Leta  395 pr. n. št.  je bil Tisafern usmrčen in Hekatomen je kmalu zatem postal prvi  satrap Karije. Karija je pred tem spadala v druge satrapije, večinoma  v Lidijo. Ustanovitev Karije kot samostojne satrapije bila del reorganizacije perzijske oblasti v zahodni Anatoliji, ki jo je izvedel Artakserks II. po uporu perzijskega princa in generala Kira Mlajšega. Hekatomen je bil prvi neperzijski podložnik, ki je bi imenovan na položaj satrapa.
Na oblast je prišel verjeto leta 394 pr. n. št., zagotovo pa ne po letu 390 pr. n. št., ko ga je perzijski cesar imenoval za poveljnika pomorskih sil v vojni proti Evagorju I. Ciprskemu.  Izokrat trdi, da je leta 380 pr. n. št. še vladal. Stephen Ruzicka donmeva, da je umrl leta 377 ali 376 pr. n. št..
Hekatomen je imel tri sinove  - Mavzola, Idrieja in Piksodarja, in dve hčerki – Artemizijo in Ado, ki sta bili poročeni s svojima bratoma Mavzolom in Idriejem. Vseh pet otrok ga je drug za drugim nasledilo na karijskem prestolu.

## Domnevna zarota z Evagorjem I.
Dva antična vira, Diodor  in Izokrat, poročata, da je Hekatomen dal ciprskemu kralju Salamisa Evagorju I.  znatno vsoto denarja, da bi najel vojake in se pripravil na  upor proti perzijskemu cesarju. Ruzicka zelo dvomi v verodostojnost njunih poročil, ker Hekatomen nikoli ni pokazal niti nepokorščine niti nezadovoljstva do Perzijskega cesarstva. V nasprotju z drugimi uporniškimi satrapi, na primer Kirom Mlajšim in Pisutnom, Hakatomen ni bil niti perzijski plemič niti perzijskega porekla, zato ni imel nobenega  upanja, da bi dobil podporo  perzijskega plemstva. Njegovo zapletanje v izdajalske zarote brez upanja na uspeh je zato zelo malo verjetno.
Ruzicka ponuja dve možni razlagi njunih poročil, ki sta zagotovo temeljili na govoricah. V obeh razlagah je bil vir govoric zelo verjetno Evagor. 
Po prvi razlagi je Evagor želel kompromitirati Hekatomna v očeh njegovega gospodarja Artakserksa. Kasneje mu je na primer uspelo doseči odpoklic in nemilost drugega satrapa, Oronta, ki se je vojskoval proti njemu.
Po drugi razlagi je Evagor morda želel narediti vtis na egiptovskega kralja Hakorja, s katerim se je pogajal za podporo proti Artakserksu, da je njegov tajni zaveznik tudi Hekatomen. Iz Egipta bi govorice lahko prišle  v Atene preko atenskega generala Habrija, ki je bil takrat Hakorjev vojaški svetovalec.

## Denar
Hekatomen je bil rojen v Milasi, zato jo je izbral za svojo prestolnico in sedež vlade. Na njegovih kovancih je zato  pogosto podoba Labrandskega Zevsa z dvorezno sekiro (labris) na rami. Zevsov tempelj v Labrandi  je stal  nedaleč od Milase.

## Grob
Avgusta 2010 so uslužbenci turške policije aretirali nekaj oseb, za katere so domnevali, da so med izkopavanjem starin odkrili Hekatomnov grob. V grobu so odkrili marmornat sarkofag in številne freske, veliko predmetov pa so zagotovo že odnesli in jih prodali na črnem trgu.

## Vira
- Smith, William (urednik). Dictionary of Greek and Roman Biography and Mythology, "Hecatomnus", Boston, 1867.
- Stephen Ruzicka. Politics of a Persian Dynasty. The Hecatomnids in the Fourth Century B.C.. University of Oklahoma Press, 1992.

| Hekatomen Hekatomnidi Rojen: ni znano Umrl: 377/376 pr. n. št. |                                   |                   |
| Vladarski nazivi                                               |                                   |                   |
| Predhodnik: ni znano                                           | Karijski satrap 395–377 pr. n. št | Naslednik: Mavzol |